# ABCA5
ABCA5‏ (ATP binding cassette subfamily A member 5) هوَ بروتين يُشَفر بواسطة جين ABCA5 في الإنسان.